# Скудетто
Скудетто (от итал. Scudetto — «маленький щит») — небольшая эмблема, носимая на форме членами итальянских спортивных клубов, выигравших ежегодные чемпионаты в соответствующем виде спорта в предыдущем сезоне.
Скудетто было создано в 1920-х годах в честь победителя футбольной лиги национальных ассоциаций (в 1929 году было переименовано в Serie A). Первой командой, которая носила его, была «Дженоа» в 1924 году.
Позже его переняли и команды других видов спорта.

## Происхождение
Источники в целом сходятся во мнении, что изобретателем скудетто был итальянский поэт и драматург Габриэле Д’Аннунцио. В юности Д’Аннунцио был страстным поклонником футбола, и в 1887 году он купил в Лондоне кожаный мяч от того же производителя, который поставлял мячи футбольной лиге и играл в футбол со своими друзьями на пляже родной Пескары.
В 1920 году бывший австро-венгерский город Фиуме (ныне хорватская Риека) был присоединён к Италии, и Д’Аннунцио предложил местной футбольной команде признать поддержку итальянского суверенитета над городом, нашив на одежду трёхцветный щит с зелёным, белым и красным полями.
В 1924 году итальянская федерация футбола одобрила решение удостоить действующего чемпиона особой почести, разрешив им носить скудетто на своих майках. С тех пор скудетто стало символом действующих чемпионов всех спортивных лиг Италии.
На чемпионате Италии по регби, который стартовал в 1928 году, также начали использовать скудетто, которое указывало на команду, владеющую титулом.